# 인터넷 사변물 데이터베이스
인터넷 사변물 데이터베이스(영어: Internet Speculative Fiction Database; ISFDB)은 포괄적 정의로의 사변물에 속하는 사이언스 픽션, 판타지 및 공포물에 대한 서지 정보 데이터베이스이다.

## 개요
ISFDB는 이용자의 자유 기고에 의해 정보가 축적되는 자료집으로, 이용자는 자유롭게 데이터를 편집하고 정보를 갱신할 수 있다. ISFDB의 데이터 베이스와 코드는 크리에이티브 커먼즈 라이센스로 이용 가능하고, 위키백과와의 쌍방향의 인터 링크가 지원되고 있다. 그 데이터는 크리에이티브 커먼즈의 라이센스로 프리베이스 등의 다른 조직으로 재이용되고 있다. ISFDB는 기본적으로는 서지 정보 데이터 베이스이지만, 서적·작가·시리즈·출판사에 대한 간단한 역사나 전기도 포함하고 있다.
ISFDB의 데이터 베이스는 작가, 장편 소설, 단편소설, 출판사, 상, 잡지로 색인이 부여되고 있다. 한층 더 작가의 필명, 시리즈명, 상, 표지 일러스트 작자, 삽화 작자도 서포트하고 있어, 작가, 아티스트, 출판사의 전기·역사 정보와 링크하고 있다. 현재는 서지 정보와 이차적 서지 정보원의 조합을 실시하고 있어 데이터의 정확함을 향상시켜, 사변물을 100% 망라하는 것을 목표로 하고 있다. 현재의 데이터 베이스의 통계 정보도 온라인으로 공개되고 있다. ISFDB는 2005 Wooden Rocket Award의 최우수 사전 사이트 부문을 수상했다.
1998년, 코리이 닥터로우는 Science Fiction Age에서 'SF 작품에 대한 최선의 가이드는 인터넷 사변물 자료집이다'라고 썼다. 2009년 4월, 프리베이스에서 Zenkat는 'SF, 판타지, 호러 문학에 대해 인터넷상에서 가장 권위 있는 정보원으로 넓게 보이고 있다'라고 적었다.
2012년 1월 기준으로, Quantcast의 추정으로는 한달에 78,000명 이상이 방문하고 있다.
본격적 데이터 베이스의 구체적인 예로서 ISFDB의 데이터베이스 스키마와 MySQL 파일이 몇 개의 안내서로 사용되고 있다. ISFDB의 schema와 데이터는 Rails For Java Developers라는 서적의 제9장으로 사용되고 있다. Lucid Imagination의 Solr에 관한 일련의 튜토리얼에서도 예로서 사용되고 있다.

## 역사
1984년부터 1994년에 걸쳐 유즈넷의 rec.arts.sf.written라는 뉴스그룹에 Jerry Boyajian, Gregory J. E. Rawlins, John Wenn의 3명이 사변물 작가의 서지 정보를 투고하고 있었다. 그러한 투고로, 어느 정도 표준적인 서지 정보 포맷으로 굳어져갔다. 그러한 서지 정보의 대부분은 지금도 The Linkoping Science Fiction Archive에 있다. 1993년, Al von Ruff가 SF의 상에 관한 정보를 검색 가능한 데이터베이스를 개발. 1994년, John R. R. Leavitt가 Speculative Fiction Clearing House (SFCH)를 만들었다. 같은 해 후반, Leavitt가 von Ruff에 상 관련 정보를 자신의 사이트에서 표시하고 싶다고 상담해, 데이터 베이스·툴을 제공받았지만, 같은 사이트의 다른 부분과의 제휴가 잘 되지 않아서, 도입을 단념했다. 1995년, Al von Ruff와 rec.arts.sf.written에 자주 투고하고 있던 Ahasuerus가 SFCH로의 경험과 John Wenn이 완성시킨 서지 정보 포맷에 근거해 ISFDB의 구축을 개시했다. 1995년 9월에 ISFDB가 일단 완성해, 1996년 1월에 URL이 공표됐다.
당초는 일리노이주 살페인 군의 ISP에서 디스크 용량이나 데이터 베이스 서포트의 면에서 제한되고 있다는 문제가 있었다. 거기서 1997년 10월, SF의 포털 및 리뷰 사이트로서 알려져 있던 SF Site에 이전. 그 후 SF Site로의 유지 코스트가 증대해 왔기 때문에, 2002년 12월에 자기 부담의 도메인을 취득해 거기로 이동했다. 그러나 너무 대량의 자원을 소비하기 때문에, 그 도메인을 호스팅하고 있던 ISP가 머지 않아 사이트를 폐쇄했다.
2003년 1월부터 오프라인이 되고 있었지만, 같은 해 3월 텍사스 A&M 대학교가 호스팅을 개시했다.
2007년, 텍사스 A&M대학에서 자원 할당에 관한 문제가 발생해, ISFDB는 독자적으로 서버를 빌려 호스팅하게 되었다.
ISFDB의 편집은 Al von Ruff와 "Ahasuerus"를 중심으로 하는 한정된 사람들이 하고 있었지만, 2006년에 오픈 콘텐츠화되어 (등록하면) 누구라도 편집할 수 있게 됐다.
2005년 2월 27일부터 ISFDB의 원시 코드와 내용은 크리에이티브 커먼즈의 표시 라이센스로 이용 가능하다.